# Arthur Långfors
Arthur Isak Edvard Långfors (Rauma, Finlàndia, 12 de gener de 1881 – Hèlsinki, Finlàndia, 20 d'octubre de 1959) fou un romanista finlandès. Fou rector de la Universitat de Hèlsinki i també diplomàtic.

## Vida
Långfors va estudiar a la Universitat de Hèlsinki i també feu estades a París, on estudià amb Gaston Paris, Paul Meyer (fou un dels seus darrers alumnes), i Joseph Bédier i també a Florència, on estudià amb Pio Rajna. El 1907 obtingué el títol de doctor per la Universitat de Hèlsinki amb una edició d'una obra d'Huon de Cambrai. Des de 1908 fou professor de la Universitat de Hèlsinki, dedicació que fou interrompuda (1918) per missions diplomàtiques a l'estranger que, tanmateix, el portaren a Madrid i a París, on mantingué contacte amb altres romanistes com Alfred Jeanroy, amb qui col·laborà en algunes publicacions. Es reincorporà a la Universitat de Hèlsinki el 1925, on fou més tard degà i rector fins a un any abans de la seva jubilació (1945-1950).
La seva recerca se centrà a l'edició de nombroses obres de la literatura francesa medieval, particularment lírica i fabliaux, (Huon le Roi, de Cambrai i també, més endavant de la seva vida, de Gautier de Coinci) i també d'alguns trobadors, com Guillem de Cabestany. Publicà també importants obres de repertori: Les incipit des poèmes français antérieurs au XVIe siècle (París 1917), recollint també buidatges de Paul Meyer, i el Recueil général des jeux-partis français (París 1926).
Långfors fou membre de l'Acadèmia Finesa de Ciències (1920), de l'Académie des Inscriptions et Belles-Lettres de París (1947) i de l'Académie royale de langue et de littérature françaises de Belgique (1952). Des de 1954 fou membre corresponent de l'Institut d'Estudis Catalans. Fou també president de la Société des anciens textes français. Fou nomenat doctor honoris causa per les universitats de París, Oslo i Glasgow.

## Obra

### Com a editor de textos
- (Editor de) Li regrés Nostre Dame, de Huon le Roi (tesi doctoral) Hèlsinki, 1907
- (Editor, amb Werner Söderhjelm, de) La vie de saint Quentin, par Huon le Roi, de Cambrai, Hèlsinki, 1909
- (Editor de) Le vair palefroi par Huon le Roi (amb l'edició de La male honte), París: Champion, 1912 (reedició 1983) (Classiques français du Moyen Âge)
- (Editor de) Huon le Roi, de Cambrai: Œuvres, París, 1913 (reeditat 1925)
- (Editor de) Le troubadour Guilhem de Cabestanh, París, 1914 (1924)
- (Editor de) Le roman de Fauvel de Gervais du Bus, París 1914-1919 (reeditat Nova York 1968)
- (Editor de) Jehan le tenturier, d'Arras, Le mariage des sept arts. París: Champion, 1923 (Classiques français du Moyen Âge)
- (Editor de) Bestiaire d'amour, de Richard de Fournival, París, 1924
- (Editor de) Miracles de Gautier de Coinci, extraits du manuscrit de l'Ermitage, Hèlsinki, 1937
- (Editor de) Deux recueils de sottes chansons, Hèlsinki, 1945 (reedició Ginebra 1977)

### Com a autor
- Les incipit des poèmes français antérieurs au XVIe siècle, París, 1917 (reedicó Ginebra 1977)
- (amb Alfred Jeanroy) Chansons satiriques et bachiques du XIIIe siècle, París, 1921 (reedició 1974)
- (amb la col·laboració d'Alfred Jeanroy i L. Brandi) Recueil général des jeux-partis français, París, 1926
- (amb Edward Järnström) Recueil de chansons pieuses du XIIIe siècle, Hèlsinki, 1927